# Raivis Belohvoščiks
Raivis Belohvoščiks (Riga, 21 de janeiro de 1976) é um ciclista de estrada profissional letão. Ele é cinco vezes campeão nacional da Letônia. Em 2006 ele assinou contrato de dois anos com a UCI ProTour da equipe Saunier Duval-Prodir, mas este não foi renovado para a temporada 2009. Desde 2010, ele monta para Ceramica Flaminia. Representou seu país, Letônia, disputando as Olimpíadas de Sydney 2000 e Pequim 2008.